# Barnim III.

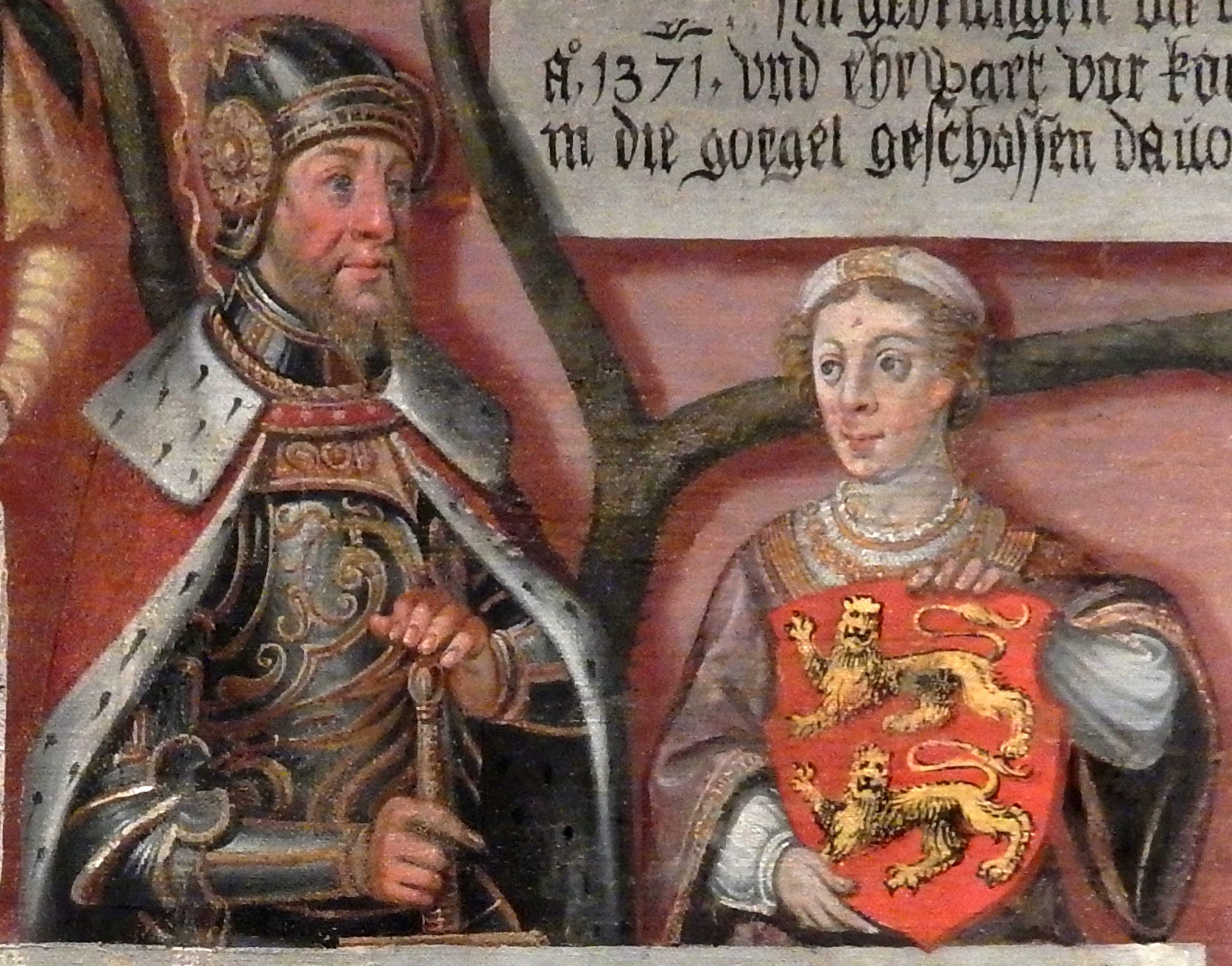
Barnim III. mit seiner Gemahlin Agnes von Braunschweig-Grubenhagen, aus dem Stammbaum der Greifen von Cornelius Krommeny, 1598.

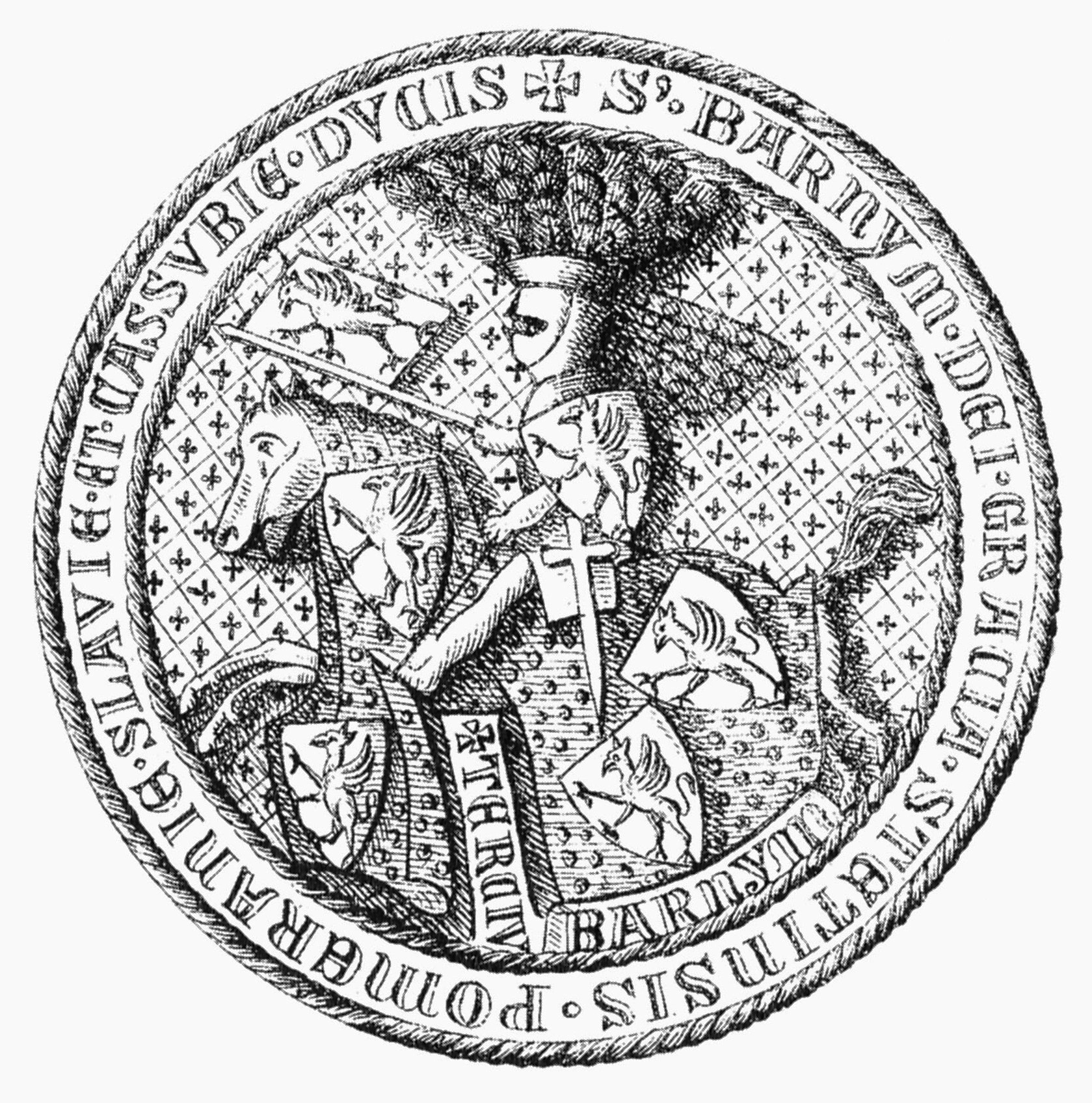
Siegel Barnim III.

Ludwig belehnt die Herzöge Otto I. und Barnim III. mit dem Herzogtum Pommern-Stettin. Urkunde vom 14. August 1338, Siegel verloren. Landesarchiv Greifswald (Rep. 2 Ducalia Nr. 73, August 14).

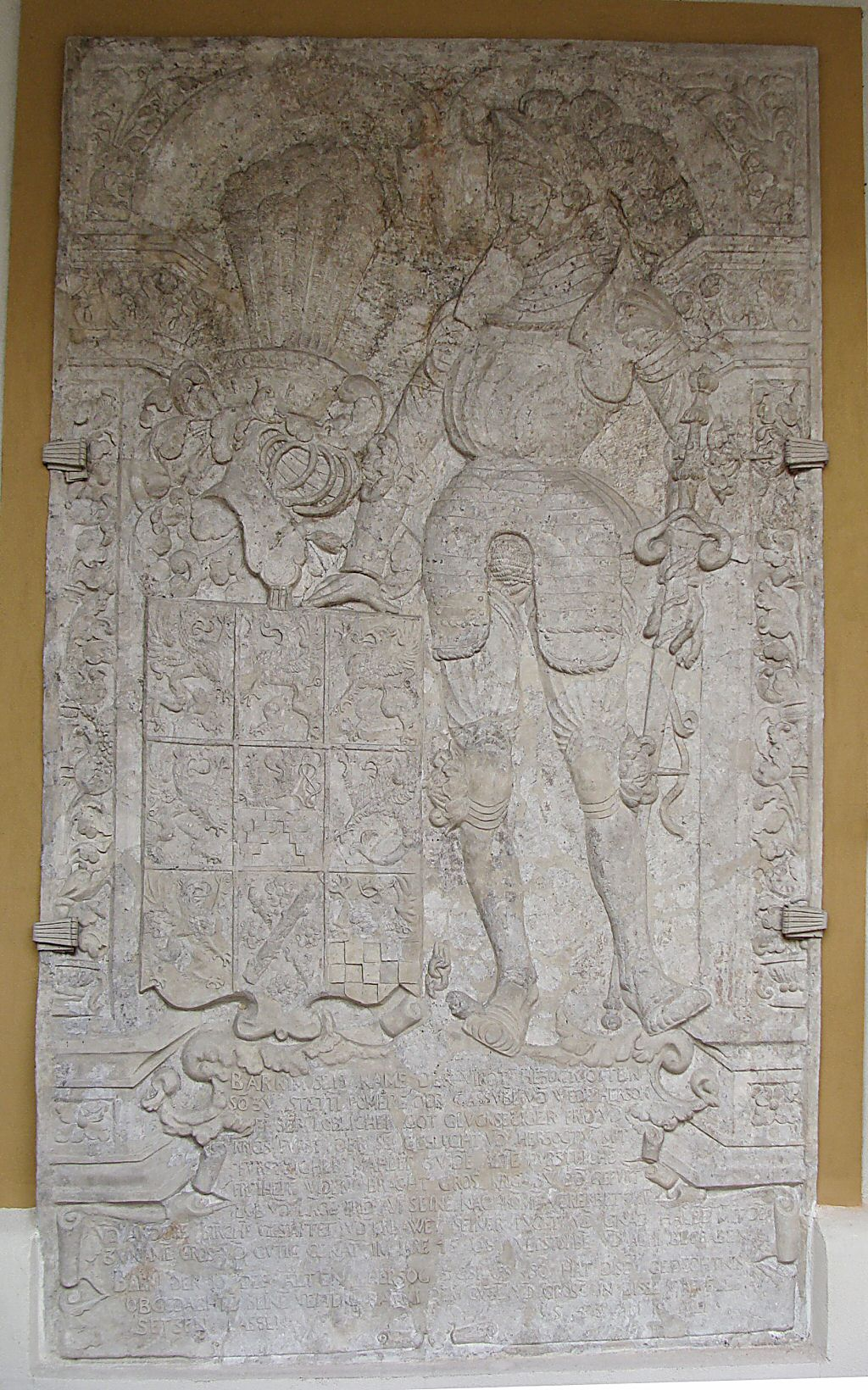
Wappenstein Barnims III. von 1538

Barnim III. der Kirchenstifter (* vor 1300; † 24. August 1368) war ab 1344 Herzog von Pommern-Stettin.

## Leben
Barnim III. war der Sohn von Herzog Otto I. von Pommern-Stettin und seiner Frau Elisabeth, der Tochter des Grafen Nikolaus I. von Schwerin. Er war ab 1320 Mitregent seines Vaters, der ihm eine eigene Hofhaltung einrichtete. Nach dem Aussterben der brandenburgischen Askanier, der bisherigen Lehnsherren, wurde versucht, Pommern-Stettin erst dem Bischof von Cammin und 1331 Papst Johannes XXII. zum Lehen anzutragen, um die Huldigung gegenüber dem seit 1323 neuen Markgrafen Ludwig zu vermeiden. Währenddessen starb 1326 der Herzog Wartislaw IV. von Pommern-Wolgast, worauf es zum Ersten Rügischen Erbfolgekrieg kam. Barnim III. und sein Vater übernahmen die Vormundschaft über Wartislaws drei minderjährige Söhne. Da sie an einem weiteren militärischen Konflikt neben dem mit den Brandenburgern wenig Interesse hatten, handelten sie 1328 mit den in den wichtigsten Schlachten unterlegenen mecklenburgischen Gegnern den Frieden von Brudersdorf aus. 
1329 kam es zum Pommersch-Brandenburgischen Krieg, in dem Barnim III. im Bündnis mit dem Bischof von Cammin und dem Grafen Hermann von Eberstein-Naugard die Brandenburger bei Prenzlau schlug. Der Waffenstillstand vom Januar 1331 hielt bis Mitte 1331 oder 1332, dann marschierte Barnim III. mit einem Heer in die Mark ein. Die am Kremmer Damm geschlagenen Brandenburger verfolgte er bis Berlin. Schließlich wurde am 28. Juni 1333 der Landfrieden von Lippehne geschlossen. Erst 1338 gelang es, die Anerkennung der Reichsunmittelbarkeit Pommern-Stettins durch König Ludwig IV. zu erreichen. Dafür gewährte das Stettiner Herzogtum dem brandenburgischen Markgrafen das Heimfallsrecht, beim Aussterben des Stettiner Greifengeschlechts wäre Pommern-Stettin an Brandenburg gefallen. Dadurch sahen die Herzöge von Pommern-Wolgast ihre Erbansprüche gefährdet und auch mehrere Städte in Barnims Herrschaftsbereich wandten sich gegen ihn. Bis 1343 gelang es ihm jedoch den Konflikt beizulegen. 
Von 1344 oder 1345 an ließ Barnim, zuerst gegen den Willen der Stettiner, ein neues Schloss bauen. Von König Karl I. von Böhmen holte er sich am 4. Juni 1348 persönlich die Bestätigung der Reichsunmittelbarkeit Pommerns. Gleichzeitig unterstützte er den durch den König mit der Mark Brandenburg belehnten Falschen Waldemar militärisch und eroberte die östlichen Teile der Uckermark, die nach der Absetzung Waldemars und einem Vergleich mit Markgraf Ludwig in seinem Besitz blieben. 
Während des Zweiten Rügischen Erbfolgekrieges zog er mit einem Entsatzheer nach Pommern-Wolgast und schlug dort die Mecklenburger 1351 in der Schlacht am Schoppendamm bei Loitz. In den folgenden Jahren suchte Barnim III. seine Herrschaft in Pommern-Stettin zu festigen und verbündete sich dazu sowohl mit seinen Wolgaster Verwandten als auch den Herzögen von Mecklenburg und dem Markgrafen von Brandenburg.
Barnim war verheiratet mit Agnes von Braunschweig (1318–1371) einer Tochter von Herzog Heinrich II. von Braunschweig-Grubenhagen. Sie hatten vier Söhne. Neben dem jung verstorbenen Otto waren dies Kasimir III. (IV.), Swantibor III. (I.) und Bogislaw VII., die ihrem Vater 1368 in der Herrschaft folgten.